# Samarra-Ware

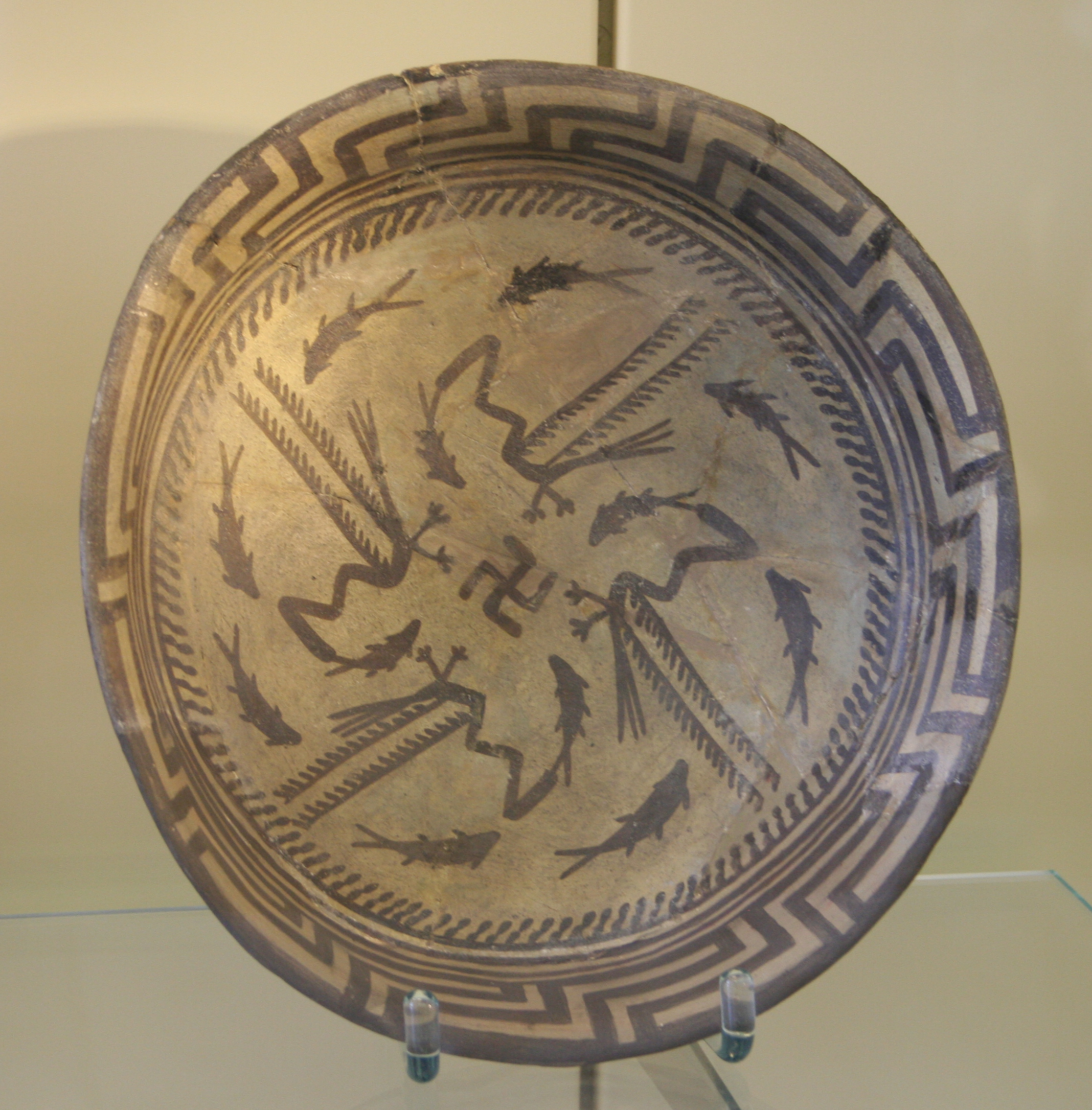
Eine rekonstruierte Schüssel aus Samara mit einer Swastika im Zentrum. Pergamonmuseum, Berlin.

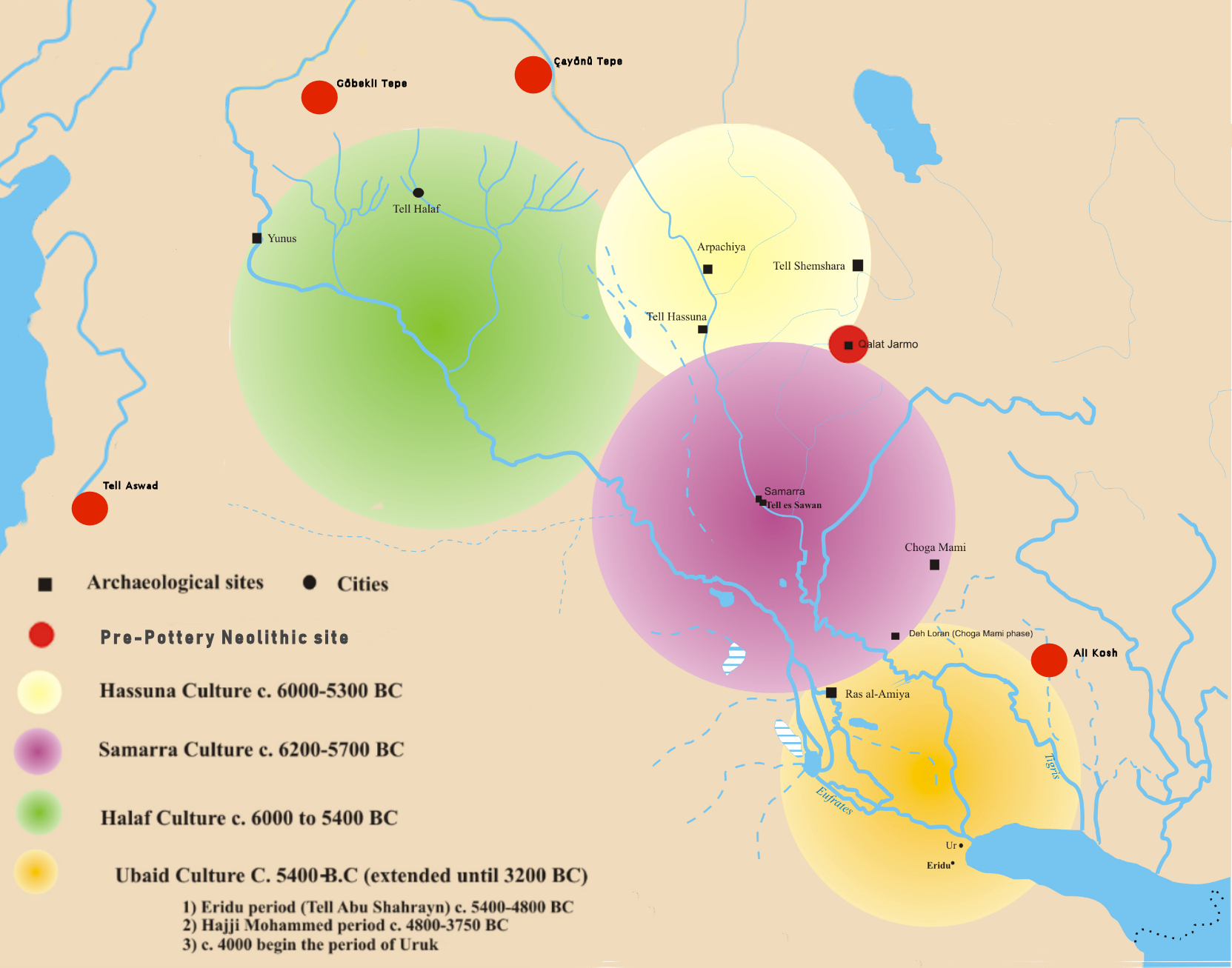
Ausdehnung und Verbreitung der Samarra-Kultur

Samarra-Ware ist die moderne Bezeichnung einer vor allem in der zweiten Hälfte des 6. Jahrtausend v. Chr. im Zweistromland produzierten Keramikware. Das Produktionszentrum dieser Ware wird am Tigris in der Nähe von Mossul vermutet. Nach ihr wird auch ein ganzer Kulturhorizont als Samarra-Kultur (auch Samarra-Horizont) bezeichnet. Es ist die älteste Buntkeramik in Nordmesopotamien.
Die Samarra-Ware ist bemalt und gut gebrannt. Sie zeigt raffinierte Muster, meist in Braun. Es finden sich geometrische, aber auch figürliche Darstellungen. Die Keramik ist handgemacht. Sie wurden zuerst von Ernst Herzfeld und dem deutschen Kunsthistoriker Friedrich Sarre bei den Ausgrabungen der islamischen Stadt Samarra beobachtet und nach diesem Fundort benannt.